# Battaglia di Québec (1690)
La battaglia di Québec fu combattuta nell'ottobre 1690 tra le colonie di Nuova Francia e Massachusetts Bay, allora governate rispettivamente dai regni di Francia e Inghilterra. Fu la prima volta in cui furono messe alla prova le difese di Québec.
Dopo la conquista di Port Royal in Acadia durante la guerra di Re Guglielmo, la Nuova Inghilterra sperava di assediare Montréal e la stessa Québec, capitale della Nuova Francia. La perdita della fortezza acadiana aveva scosso i canadesi, ed il governatore generale Louis de Buade de Frontenac ordinò l'immediata preparazione della città per l'assedio.
Quando alcuni messaggeri consegnarono i termini della resa, il governatore generale dichiarò che la sua unica risposta sarebbe venuta dalla "bocca dei cannoni". Il maggiore John Walley guidò l'esercito invasore che sbarcò a Beauport nel bacino di Québec. La milizia sulla costa fu costantemente pressata dalla milizia canadese fino alla ritirata, mentre le navi della spedizione, comandate da William Phips, furono quasi distrutte da raffiche di cannoni dalle mura cittadine.
Dopo la battaglia, i francesi migliorarono le difese cittadine, mentre la Nuova Inghilterra capì di avere bisogno di altra artiglieria per poter conquistare la città.

## Contesto storico
La colonia della Nuova Francia reclamava l'area più ampia dell'America del Nord, nonostante la sua popolazione fosse numericamente inferiore a quelle delle vicine colonie di Nuova Inghilterra e New York. Nel 1689 vi erano soli 14000 coloni in Nuova Francia, e molti di loro abitavano in città protette da fortezze.
Nel 1690 Sir William Phips fu assegnato dal maggior generale del Massachusetts al comando di una spedizione contro l'Acadia francese. Salpò con sette vascelli e 450 milizie di fanteria, costringendo Port Royal ad arrendersi il 21 maggio. Il suo governatore, Louis-Alexandre des Friches de Menneval, aveva solo 70 uomini e nessun cannone e non fu in grado di resistere. Il 22 maggio Phips scrisse "Abbiamo tolto la croce, svuotato la chiesa, rimosso l'altare maggiore, rotto le loro icone"; ed il 23 maggio, "continuato a saccheggiare via terra e via fiume".
Questo fatto scosse i coloni francesi che temevano che la propria capitale sarebbe stata l'obiettivo successivo. Québec non aveva grosse difese fortificate nel 1690, e il lato verso terra della città a nordest era esposto, in particolare nelle pianure di Abraham. Il conte Frontenac tornò in Canada per un secondo mandato da governatore generale ed ordinò la costruzione di una palizzata in legno per includere la città nella fortezza di Chateau St. Louis del fiume Saint-Charles. Il sindaco Provost seguì la costruzione di undici piccole ridotte in pietra in questa enceinte, che avrebbero protetto dalle cannonate. La palizzata terminava sul lato orientale della città nei pressi dell'ospedale. Furono potenziate anche le batterie rivolte verso il fiume, con otto cannoni montati a lato del Château e se pezzi da 18 sul molo. Le strade che portavano alla città alta furono riempite di ostacoli.
Nel frattempo un gruppo di 150 milizie di Albany e guerrieri Irochesi con il capitano John Schuyler marciò e portò le canoe via terra fino a Montréal, imitando la tattica della petite guerre (spedizioni a lungo raggio in territorio nemico) perfezionata dai coloni francesi. La spedizione Schuyler fu organizzata per assediare Montreal e bloccare le forze francesi a sud di Quebec, permettendo alla flotta di Boston di salpare senza ostacoli contro la capitale. Il vaiolo, la mancanza di rifornimenti e disaccordi fra gli ufficiali convinsero molte milizie e indiani a tornare a casa per il disgusto, lasciando Schuyler con solo una parte degli 855 uomini promessi alle autorità della Nuova Inghilterra. Il 4 settembre i razziatori inglesi attaccarono gli insediamenti a sud di Montreal uccidendo circa 50 abitanti occupati nei campi. Troppo deboli per arrischiarsi in battaglia, Schuyler annullò la spedizione inglese e tornò a casa. Quando Phips fu avvistato al largo di Tadoussac, Frontenac ordinò alla guarnigione di Montreal e di Trois-Rivières di ritirarsi nella capitale con urgenza. Quattro giorni dopo il governatore giunse a Québec con 200–300 uomini liberati dal fallimento di Schuyler, causando un innalzamento del morale nella capitale.

## Arrivo di Phips
Quando le colonie della Nuova Inghilterra e di New York mandarono uomini via terra contro Montréal, che non realizzarono praticamente nulla, il Massachusetts lanciò un assalto separato contro Quebec. L'intera operazione fu finanziata dall'emissione di obbligazioni che sarebbero state ripagate con il bottino preso dalla città. La spedizione era composta da circa 32 navi (solo quattro di loro di una certa dimensione) e da 2300 milizie del Massachusetts e fu comandata da Phips, vincitore a Port Royal. La partenza fu ritardata fino alla fine dell'estate a causa dell'attesa (vana) dell'arrivo di altre munizioni dall'Inghilterra. Quando la spedizione di Phips partì da Hull il 20 agosto, non fu adeguatamente rifornita di munizioni. Il pessimo tempo, i venti contrari e la carenza di timonieri esperti del San Lorenzo rallentarono i progressi e Phips non si ancorò nel bacino del Quebec prima del 16 ottobre.

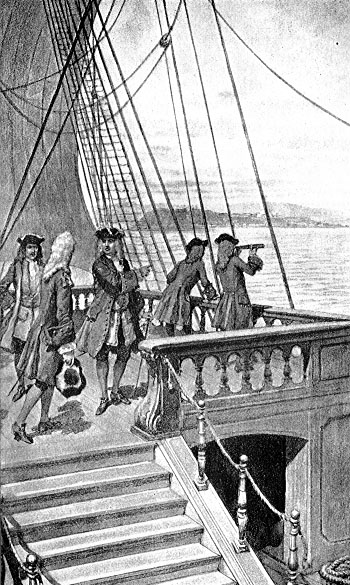
L'arrivo di Phips

Frontenac, ufficiale esperto e scaltro, raggiunse Quebec da Montreal il 14 ottobre. Quando giunsero tutte le milizie che aveva chiesto aveva a disposizione circa 3000 uomini per difendere la postazione. La Nuova Inghilterra era abbastanza confidente del fatto che la codardia e la stanchezza dei francesi avrebbe giocato a loro favore, ma in realtà accadde il contrario. Frontenac aveva motivi per essere fiducioso dato che possedeva tre battaglioni di regolari coloniali certamente superiori alle compagnie di Phips. In realtà i regolari non furono necessari dato che le milizie canadesi furono in grado da sole di respingere Phips. Inoltre la città era "situata su una forte posizione naturale che loro [gli ufficiali inglesi] non avevano mai visto". Non solo aveva ripide scolgiere e Cape Diamond, ma la costa orientale era tanto bassa che le navi non avrebbero potuto raggiungere la costa per sbarcare le truppe.
Il 16 ottobre Phips inviò il maggiore Thomas Savage come messaggero a consegnare un'offerta di resa a Frontenac. L'incontro fu descritto come una guerra psicologica. Prima di combattere, Frontenac fece accompagnare i messaggeri di Phips bendati in mezzo alla folla urlante delle strade di Quebec per mascherare l'inferiorità numerica. Quando furono a Château Saint-Louis, Frontenac e molti suoi ufficiali in alta uniforme ascoltarono il messaggero che chiedeva la resa della città. Intimidito da questa "sala zeppa di coraggiosi militari", Savage fece del suo meglio per consegnare l'ultimatum di Phips. Scritto dai Puritani del Massachusetts, il documento iniziava in maniera aggressiva.
Il messaggio diceva loro che avevano un'ora per accettare i termini, ed il messaggero estrasse un orologio. Il coraggioso e temperante Frontenac fu talmente arrabbiato che avrebbe voluto far impiccare l'inviato davanti alla flotta inglese, e fu solo grazie al vescovo di Québec, François de Montmorency-Laval, che si calmò. Quando gli fu chiesta una risposta scritta, Frontenac disse: "Non ho risposte da dare al vostro generale se non quelle delle bocche dei miei cannoni e moschetti".
Savage fu di nuovo bendato e riaccompagnato alla sua nave. Il consiglio di guerra di Phips fu molto infuriato per la risposta, essendosi aspettato di trovare una città indifesa e presa dal panico. Quella sera furono sentiti tamburi e trombe a Quebec, seguiti da forti applausi: Louis-Hector de Callières era giunto con la restante milizia di Montreal, dando a Frontenac un vantaggio numerico sulla Nuova Inghilterra.

## Battaglia

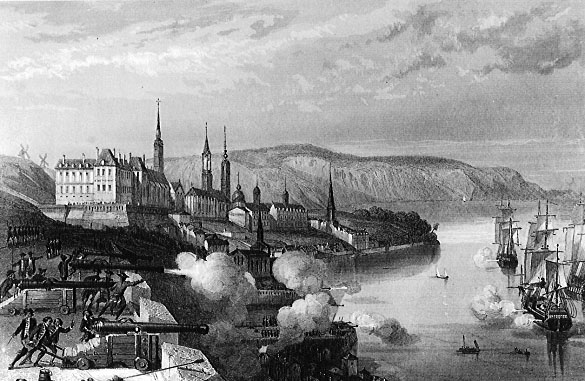
Le batterie di Quebec bombardano la flotta inglese

Gli inglesi capirono che l'unico possibile punto in cui perforare le difese era sul lato nordorientale, dove le mura erano più deboli. Il piano era quello di sbarcare gli uomini sulla costa di Beauport ad est del fiume Saint Charles, e di attraversare il fiume sulle navi della flotta assieme ai cannoni da campo. Quando le forze da sbarco furono sulle alture ad ovest di Quebec, la flotta avrebbe attaccato la città ed avrebbe sbarcato un secondo gruppo in quel punto. Frontenac si aspettava un attacco da Beauport, e le rive del fiume erano già state riempite di fortificazioni sul lato sudoccidentale. Propose di combattervi solo una schermaglia, tenendo i regolari in riserva per una battaglia in stile europeo in campo aperto ad ovest di Quebec.
La battaglia in campo aperto non ebbe mai luogo. I 1200 inglesi che sbarcarono con John Walley, secondo in comando di Phips, non attraversarono mai il Saint Charles. Frontenac aveva mandato nutriti distaccamenti di canadesi con Jacques Le Moyne de Sainte-Hélène ed alcuni indiani nei boschi ad est del fiume. Quando gli inglesi sbarcarono il 18 ottobre, furono immediatamente attaccati dalle milizie canadesi, mentre le navi sbarcarono i cannoni sul lato sbagliato del Saint Charles. Nel frattempo le quattro grandi navi di Phips, al contrario di quanto pianificato, si ancorarono prima di Quebec ed iniziarono a bombardare la città fino al 19 ottobre, quando i britannici avevano sparato buona parte delle loro munizioni. Le batterie costiere francesi si dimostrarono efficaci e le navi furono colpite finché sartiame e scafi non furono gravemente danneggiati. La bandiera della nave ammiraglia di Phips, la Six Friends, fu rotta e cadde nel fiume, e sotto una selva di proiettili di moschetti un audace gruppo di canadesi pagaiò con una canoa fino alle navi per catturarla. La riportarono trionfalmente al governatore.

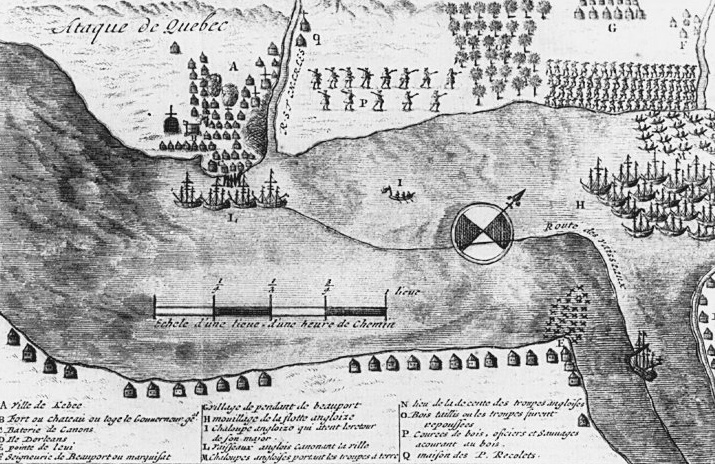
Mappa degli scontri di Québec

Durante il bombardamento le forze di terra di Walley rimasero inattive, soffrendo il freddo e lamentandosi della carenza di rum. Dopo un paio di giorni decisero di abbandonare la costa e tentare l'assalto alle fortificazioni orientali francesi. Partirono il 20 ottobre "nella migliore tradizione europea, con tamburi battenti e bandiere spiegate", e ci fu uno scontro al limitar del bosco. I soldati della Nuova Inghilterra non poterono resistere al pesante fuoco canadese, ed i cannoni da campo d'ottone che sparavano tra gli alberi non ebbero effetto. Nonostante Sainte-Hélène fosse stato ferito mortalmente, 150 attaccanti morirono in azione. Si ritirarono in panico il 22 ottobre abbandonando cinque cannoni da campo sulla costa.

## Conseguenze
Il 23 e 24 ottobre fu negoziato ed effettuato uno scambio di prigionieri e le navi partirono per Boston. Nonostante il racconto della spedizione fatto da Phips ammettesse soli 30 morti in combattimento, il vaiolo ed un naufragio ne causarono oltre 1000 i più. James Lloyd di Boston scrisse nel gennaio seguente che almeno 7 vascelli furono bruciati e distrutti. Cotton Mather racconta di come un brigantino naufragò sull'isola d'Anticosti, di come la ciurma sia sopravvissuta sull'isola per tutto l'inverno per poi venire salvata l'estate seguente da una nave proveniente da Boston. La sconfitta di Phips fu completa e disastrosa, e fu una fortuna per i francesi dato che il poco cibo a disposizione non avrebbe sfamato la numerosa guarnigione in caso di assedio prolungato. Lo stesso Phips non mostrò sufficiente talento militare da ovviare alla mancanza d'esperienza. Si può dire che l'assenza di soldati addestrati e di adeguati rifornimenti abbiano condannato la spedizione fin dal principio. Il governatore di New York Henry Sloughter, nel riassumere il morale delle colonie inglesi, scrisse:

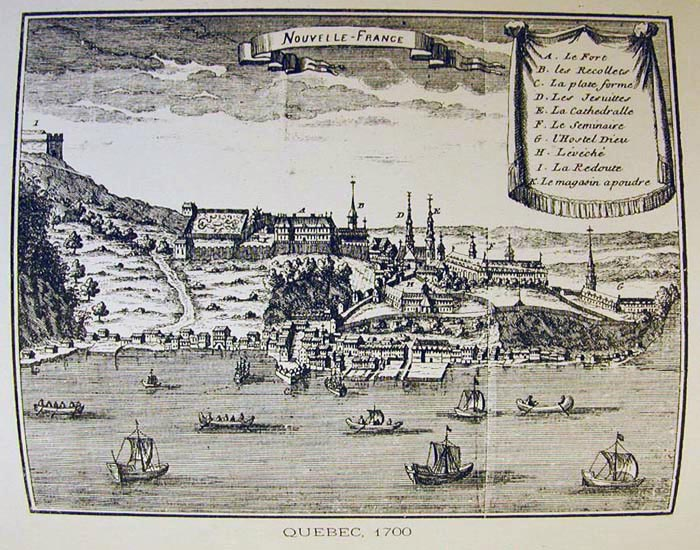
Québec nel 1700, dopo la costruzione delle nuove fortificazioni

Il Canada festeggiò per la propria vittoria e la sopravvivenza guadagnata. Il 5 novembre il Te Deum fu suonato a Québec in una cappella rinominata Notre Dame de la Victoire, Nostra Signora della Vittoria. Quando le notizie della spedizione giunsero a Versailles, Luigi XIV ordinò di coniare una medaglia con l'iscrizione: Kebeca liberata M.DC.XC–Francia in novo orbe victrix, o "Liberazione di Quebec 1690–Francia vittoriosa nel Nuovo Mondo."
Jacques Le Moyne, che morì poco dopo la battaglia, fu pianto dall'intera compagnia per il suo valore. Gli Onondaga Irochesi mandarono un collare wampum come segno di simpatia, e liberarono due prigionieri per onorarne la memoria. Il fratello Charles Le Moyne divenne famoso per quanto fatto in battaglia ed in seguito ricevette altra terra guadagnandosi il titolo di primo barone di Longueuil.
Entrambi gli schieramenti impararono dalla battaglia. La vittoria francese mostrò che per poter conquistare Québec i cannoni avrebbero dovuto essere avvicinati. Frontenac capì che le difese necessitavano di un miglioramento significativo e nel 1692 incaricò l'Ingénieur du Roi Josué Berthelot de Beaucours di progettare una fortezza che potesse resistere ad un assedio in stile europeo. I lavori furono ritardati dall'inverno canadese ed iniziarono nell'estate del 1693 con la costruzione di bastioni difensivi e l'installazione di pali di legno sulle mura. Una batteria completa, nota come "Batteria reale", fu costruita subito dopo l'assedio. Aveva la forma di un piccolo bastione e conteneva 14 cannoni che coprivano entrambe le sponde del San Lorenzo ed il fiume stesso.
Nonostante una nuova spedizione sia stata organizzata contro Québec durante la guerra della Regina Anna, non riuscì a raggiungere l'obiettivo quando una nave naufragò con grande perdita di vite nel golfo di San Lorenzo. Le nuove difese cittadine non furono messe alla prova fino alla battaglia di Québec del 1759.